# Östra kanslihuset

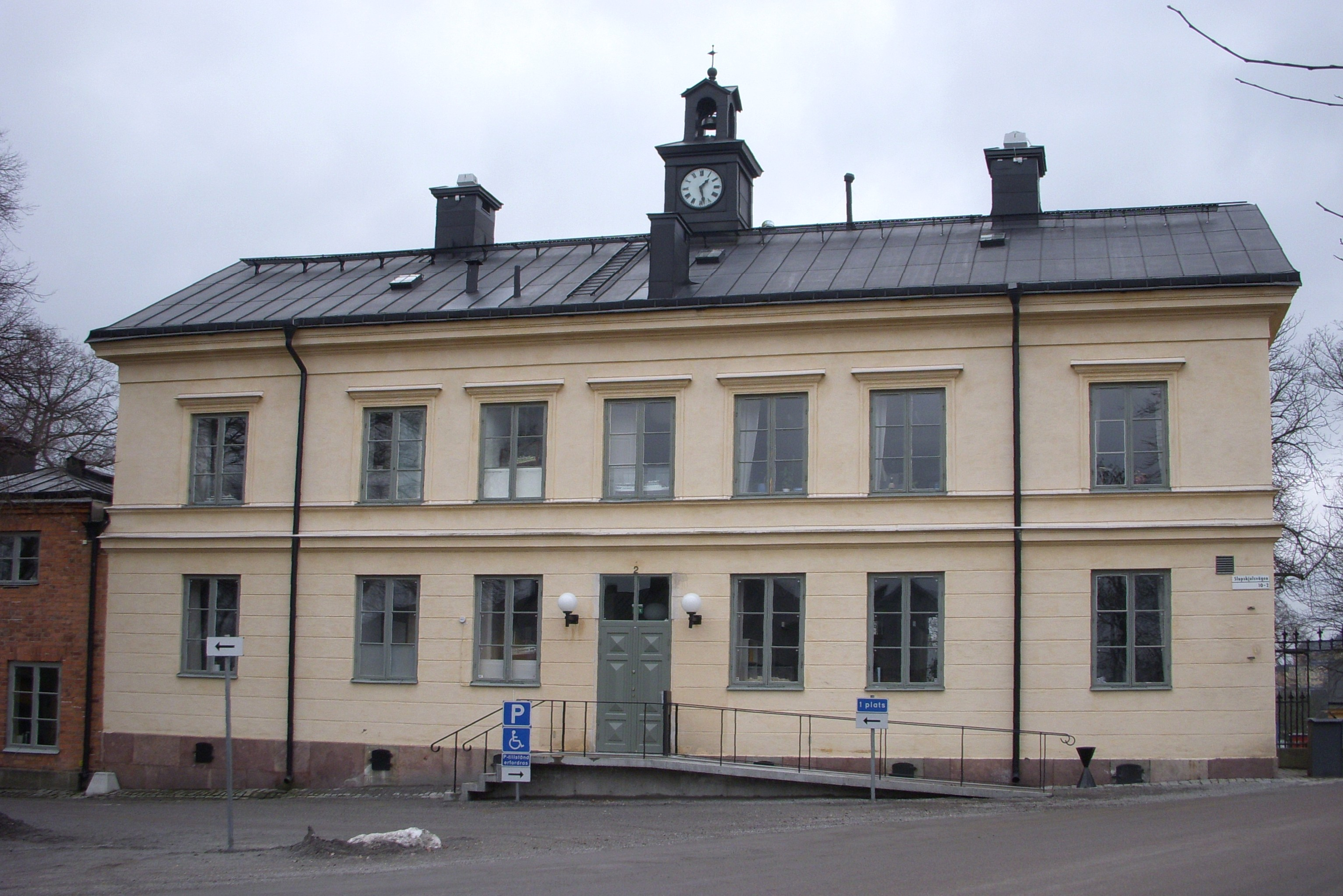
Östra kanslihuset fasad mot norr, april 2009

Östra kanslihuset även kallat Vaktstugan är en byggnad på Skeppsholmen i Stockholm, belägen vid Svensksundsvägen på öns östra sida. Tillsammans med Västra kanslihuset fungerade byggnaden tidigare som entré till örlogsvarvet. Öster om byggnaden ansluter Byggnadsdepartementet.
Den nuvarande byggnaden uppfördes som kontor åren 1862–1964 efter ritningar av Victor Ringheim, som var chef för Mekaniska departementet vid Kungliga Flottans station i Stockholm. Samtidigt som huset byggdes fick byggnaden väster därom, Västra kanslihuset, sitt nuvarande utseende. På Östra kanslihusets tak finns en takryttare som innehåller en klocka. Östra kanslihuset användes som varvschefens kansli från 1875 fram till 1969, då örlogsvarvet flyttade till Muskö. Flottans högvakt fanns kvar i huset till år 1900.
Idag (april 2009) hyrs fastigheten av Strömma Turism & Sjöfart AB med bland annat Strömma Kanalbolaget. Byggnaden förvaltas av Statens fastighetsverk.